# تيبور زالاي
تيبور زالاي (بالمجرية: Szalay Tibor)‏ هو لاعب كرة قدم مجري في مركز الهجوم، ولد في 26 يناير 1938 في Gbelce ‏ في سلوفاكيا. لعب مع أوستريا فيينا وريال مورسيا وفورت لودردايل سترايكرز ونادي إشبيلية ونادي برشلونة ونادي بودابست.

## وصلات خارجية
- تيبور زالاي على موقع قاعدة بيانات كرة القدم.إي يو (الإنجليزية)
- تيبور زالاي على موقع عالم كرة القدم.نت (الإنجليزية)